# LRP6
LRP6‏ (LDL receptor related protein 6) هوَ بروتين يُشَفر بواسطة جين LRP6 في الإنسان.